# Multi Unit Spectroscopic Explorer
Pour les articles homonymes, voir Muse.

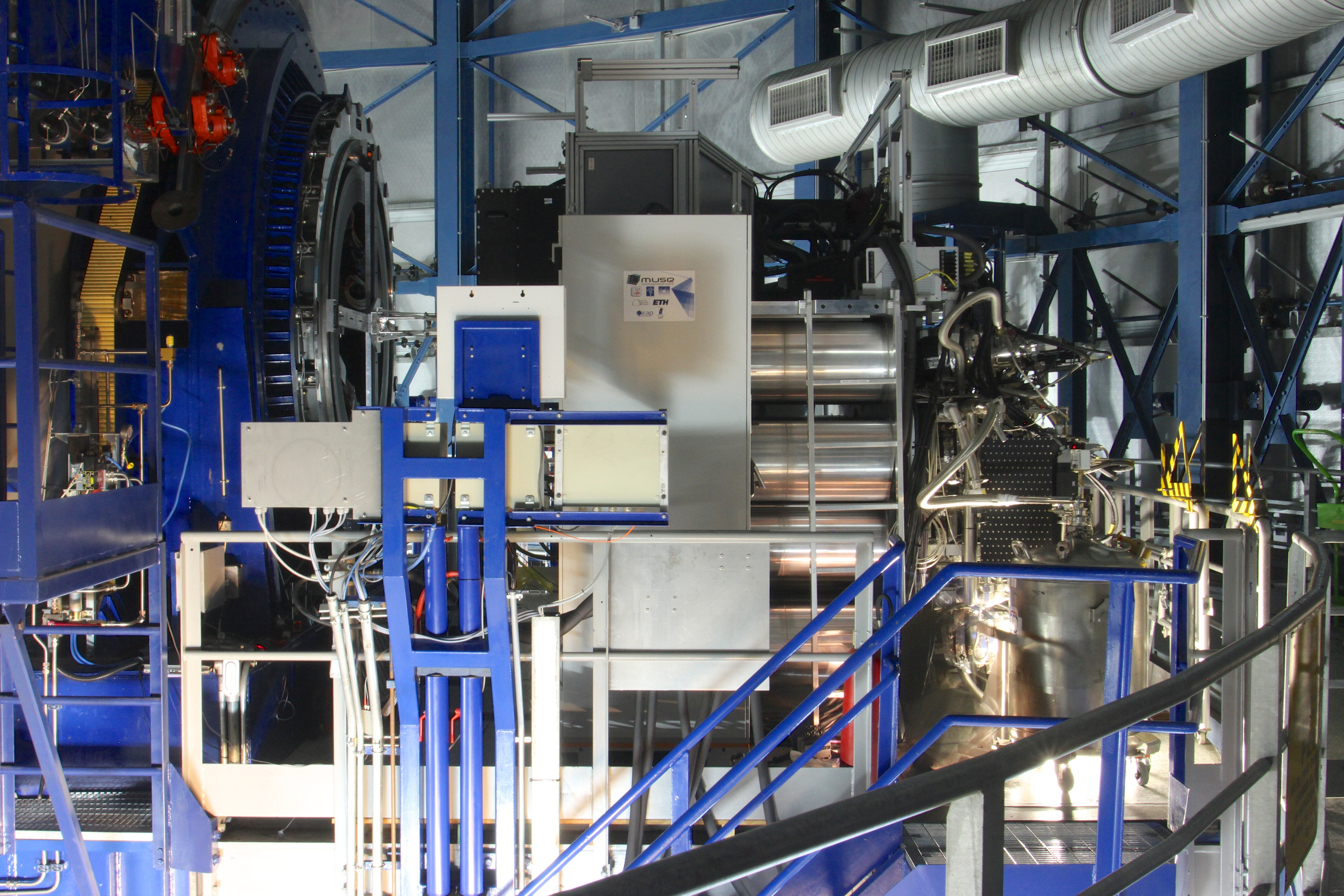
MUSE installé sur la plateforme Nasmyth B de l'UT4 du VLT

Le Multi Unit Spectroscopic Explorer (« Explorateur spectroscopique multiple »), en abrégé MUSE, est un spectrographe 3D grand champ de deuxième génération fonctionnant dans la gamme des longueurs d'onde visibles en opération sur le Très Grand Télescope (VLT) de l'Observatoire européen austral (ESO). Il a effectué sa première lumière sur le VLT en le 31 janvier 2014.

## Fonctionnement

### Concept
Pour trouver la lumière des jeunes galaxies, il faut isoler les raies caractéristiques de l’atome d’hydrogène. Mais pour isoler ces raies, on utilise habituellement un imageur muni d’un filtre correspondant à la longueur d’onde recherchée. Cependant, l'effet Doppler induit un décalage vers le rouge desdites raies, ce qui, la distance de la galaxie que l’on recherche et donc le décalage correspondant n'étant pas forcément connus, empêche d'installer un filtre adéquat.
Une autre solution serait d’utiliser un spectrographe qui décompose la lumière et permet d’identifier les raies caractéristiques de l’hydrogène, même si elle est décalée vers le rouge. Mais pour cela il faut connaître d’avance la position de l’objet.
C’est pour dépasser ce problème que le Centre de recherche astrophysique de Lyon (CRAL) a développé le concept de spectrographe à champ intégral ou spectrographe 3D à la fois imageur et spectrographe. MUSE a été conçue sur cette base afin d’explorer l’espace en trois dimensions (localisation et distance) et détecter les galaxies les plus jeunes.

### Le système
La lumière des jeunes galaxies est donc concentrée dans une longueur d’onde de quelques raies caractéristiques de l’atome d’hydrogène. Le projet Muse a pour fonction de rechercher et d'isoler ces raies, plutôt que de moyenner le signal sur un grand domaine de longueur d’onde comme les systèmes actuels, afin d'augmenter en sensibilité et détecter plus facilement un plus grand nombre de jeunes galaxies.
MUSE est un ensemble de 24 spectrographes 3D couplés à un système d'optique adaptative pour corriger les effets de turbulence atmosphérique. Le système d'optique adaptative innovant est composé d'un miroir déformable de plus de 1 000 actionneurs et de 4 étoiles guides laser pour corriger en temps réel les effets de l'atmosphère terrestre.
Chaque détecteur est équipé d'une caméra CCD de 16 millions de pixels et associé à un découpeur de champ, un système novateur qui distribue l'intégralité de l'information lumineuse sur chaque détecteur. Le champ couvert par l'instrument est de 1 × 1 minute d'arc.

## Histoire du projet
Au début des années 2000, le Centre de recherche astrophysique de Lyon conçoit le projet d'un spectrographe à champ intégral. Un instrument d'observation novateur capable d'analyser les spectres de tous les objets astronomiques situés dans le champ pointé par un télescope.
La conception du projet débute en 2004-2005 avec la formation du consortium MUSE piloté par le Centre de recherche astrophysique de Lyon (CRAL) de l'observatoire de Lyon avec à sa tête l'astrophysicien Roland Bacon. Il regroupe six autres grands centres de recherche européens : l'ESO, l'Observatoire de Leyde aux Pays-Bas, le Laboratoire d'Astrophysique de Toulouse-Tarbes (LATT), l'Institut für Astrophysik (université de Göttingen en Allemagne), l'Institute for Astronomy de l'École polytechnique fédérale de Zurich et l'Institut Leibniz d’astrophysique de Potsdam. En 2007, MUSE est sélectionné avec quatre autres instruments de 2e génération pour équiper le VLT par l’ESO à la suite un appel d’offres concurrentiel lancé en juin 2001.
Le montage de l'instrument débute courant 2009 dans un bâtiment spécifiquement conçu pour l'occasion dans le parc de l'observatoire de Lyon. Entre la fin 2009 et 2010, 24 détecteurs CCD à haute performance sont livrés à l'ESO par la société EEV. Le premier des 24 spectrographes 3D et le découpeur d'image sont livrés par la société Winlight Optics à l'équipe du CRAL, où ils ont été montés. C'est l'ESO qui se charge d'assembler et essayer le système cryogénique chargé de refroidir les 24 détecteurs de MUSE.
À partir de la mi-septembre 2013, l'ensemble des pièces du spectrographe rejoint Santiago, au Chili, par avion et gagne en camion son site d'installation au VLT dans le désert d'Atacama. Les cinq tonnes du spectromètre MUSE sont remontées et soulevées par une grue en janvier 2014 pour être installés au cœur du VLT. L'ensemble du projet a couté environ 21 millions d'euros. Il a effectué sa première lumière le 31 janvier 2014, et entre en service le 7 février 2014.
L'instrument est en opération régulière par l'ESO depuis octobre 2014. Il est devenu très rapidement l'instrument le plus demandé du VLT. 

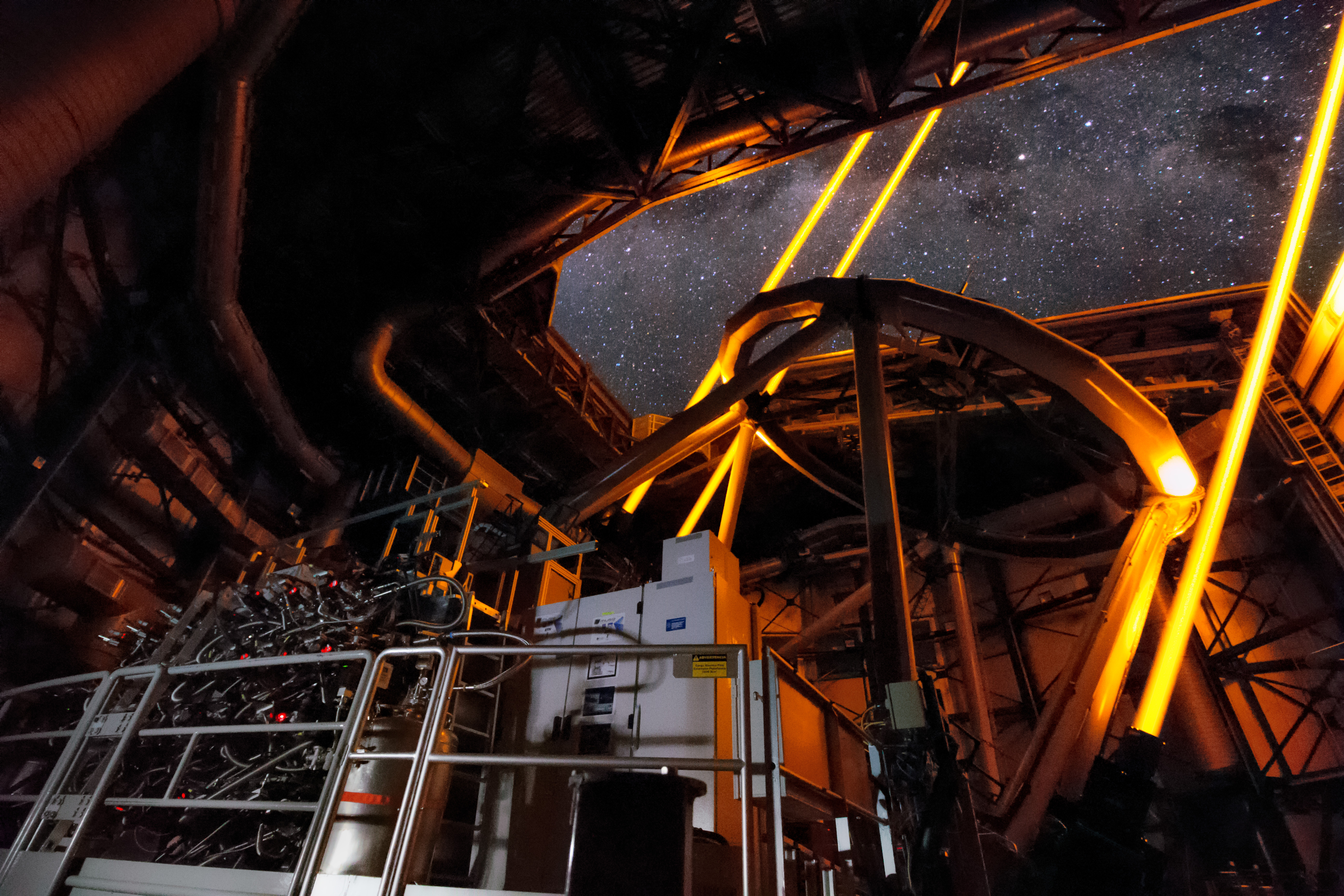
L'instrument MUSE couplé au système d'optique adaptative sur la plateforme Nasmyth B de l'UT4 du VLT. Les faisceaux lasers permettent de créer des étoiles artificielles pour servir de référence au système d'optique adaptative.

En 2017 et 2018 MUSE a été couplé à un puissant système d'optique adaptative réalisé par l'ESO. Grâce à ce système, la qualité d'image de l'instrument a été grandement améliorée.

## Résultats scientifiques

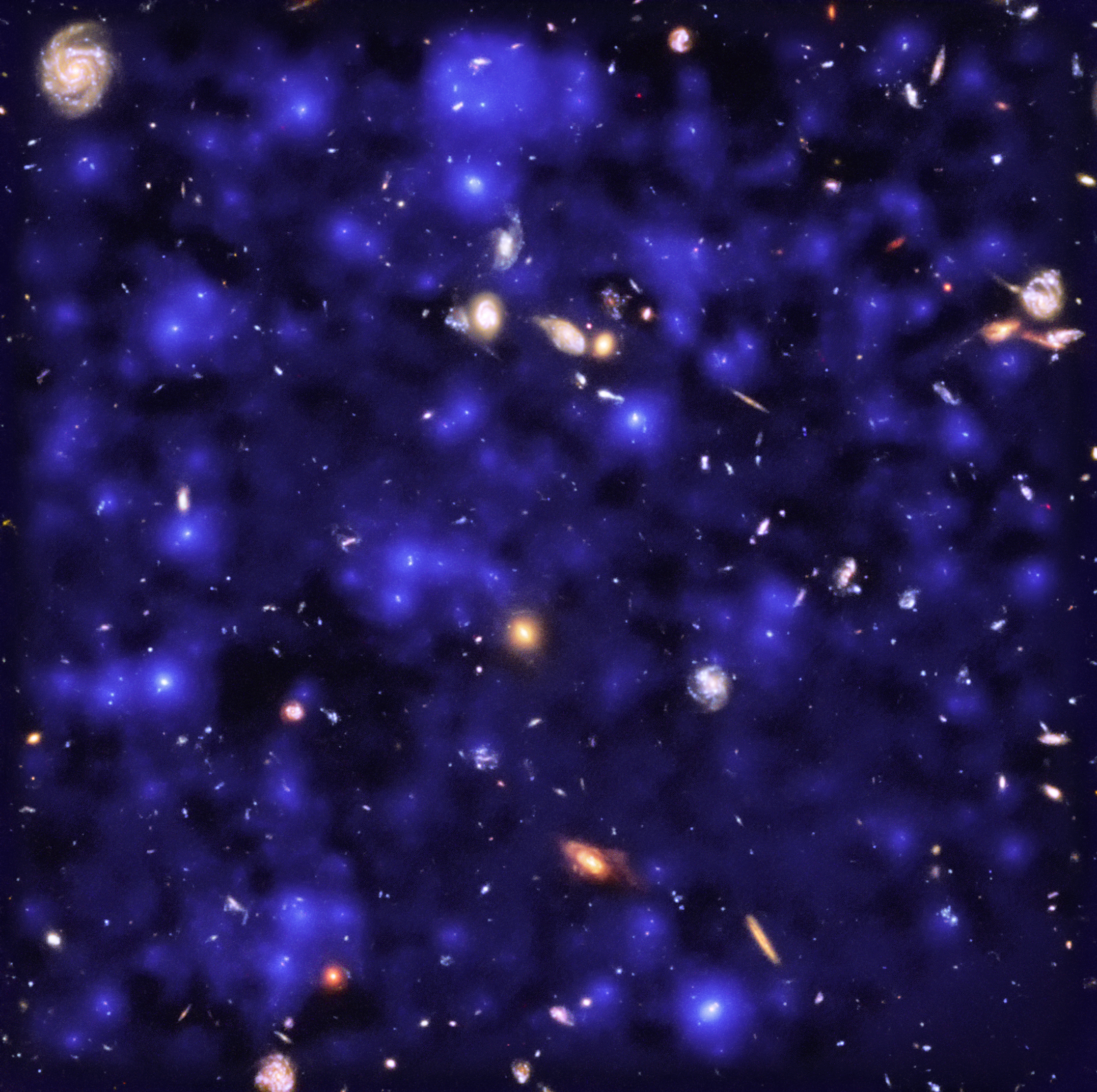
Des observations du ciel profond effectuées au moyen du spectrographe MUSE ont mis au jour l’existence de vastes réservoirs cosmiques d’hydrogène atomique en périphérie de lointaines galaxies.

Grâce à ses performances uniques au monde, MUSE a apporté des résultats scientifiques de première ampleur dans de nombreux champs de l'astrophysique. On lui doit la découverte de nouvelles galaxies, dans les champs ultra-profonds de Hubble, la vérification de la validité de la relativité générale à l'extérieur de la galaxie, la mesure des effets de friction sur les galaxies de type méduse,. MUSE a également révélé que la presque totalité de l’Univers jeune baigne dans un rayonnement de type Lyman-alpha. Plus près de nous, MUSE a permis de trouver la source des bulles de gaz géantes dans la galaxie voisine du Petit Nuage de Magellan, d'étudier avec un luxe de détail inégalé les régions de formation d'étoiles et les nébuleuses planétaires et même de découvrir un trou noir stellaire dans un amas globulaire. La découverte fortuite des restes d'une nova âgée de plus de 2000 ans démontre la puissance de découverte de l'instrument. Ces résultats ne sont que quelques exemples parmi le très grand nombre de publications qui ont bénéficié de l'instrument MUSE.
La mise en place de l'optique adaptative grand champ et à très haute résolution angulaire ont ouvert de nouvelles perspectives et permis notamment l'imagerie directe d'une nouvelle planète extra-solaire.

### Filmographie
- MUSE, la machine à explorer le temps, film documentaire de Claude Delhaye et Christophe Gombert, 2017, CNRS Images, 33 minutes.